# Współczynnik błędów modulacji
Współczynnik błędów modulacji (ang. Modulation Error Ratio - MER) - parametr sygnału transmisji danych (np. sygnałów telewizyjnych). Wartość MER zależy od wielkości i rodzaju szumu zakłócającego sygnał (szum fazowy, amplitudowy). MER należałoby traktować nie jako miarę jakości sygnału, lecz jako miarę odstępu od całkowitego zaniku sygnału. Nieuwzględnienie tego parametru może powodować okresowe zanikanie sygnału cyfrowego w wyniku pojawiających się zakłóceń lub pogorszenia pogody. Zapewnienie odpowiedniego odstępu od tzw. klifu cyfrowego pozwala na uniknięcie tego typu sytuacji.
MER mierzony jest przez mierniki sygnałów QAM, QPSK i OFDM, a podawany jest w dB. Zakres MER dla każdego typu modulacji jest różny.